# Jazz Etno Funky Festival
Jazz Etno Funky Festival (abbreviato JEFF) è uno dei più noti festival musicali tenuti nel Litorale sloveno, a Capodistria. Si svolge tre volte a luglio e tre volte ad agosto, nell'idillico ambiente dei giardini del Museo regionale di Capodistria Archiviato il 16 aprile 2011 in Internet Archive..

## Storia

### Le origini
La prima edizione di JEFF ebbe luogo nel 2003, al Caffè bar Circolo, come progetto del Club dei studenti del Comune di Capodistria (CSCC) in collaborazione con la Comunità degli Italiani "Santorio Santorio" di Capodistria. Col passare degli anni e la crescita che ne è seguita, il festival viene organizzato indipendentemente dal CSCC e dal 2006 in poi si tiene nei giardini del Museo regionale di Capodistria.

### Il festival oggi
JEFF oggi ospita esibizioni di musicisti di qualsiasi genere e le precedenti edizioni sono state un successo. Negli ultimi anni il festival viene organizzato in formato di sei concerti con due atti musicali per sera. Nel corso del decennio il festival ospitava così l'esibizione di artisti come: Vasko Atanasovski, Gwen Hughes, Perpetuum Jazzile, Kelvis Ochoa, Terra Folk produkcija, Kisha, Bratko Bibič, New Swing Quartet, Fake orchestra, Olivija, Dazhbog ensemble, Caña Flamenca, Ansasa Trio, Aritmija, Aljoša Jerič, Ratko Dautovski, Vocalissimo, Greentown Jazz Band, Areia, Erik Marenče, Ethnodelia, Die Resonanz, Kaneo, Sedef, Nino Mureškič, Jure Tori, Ewald Oberleitner, K3, Mahnimal, Adrabesa Quartet e tanti altri.
Oltre ai concerti JEFF complementa il programma con mostre, lezioni musicali e altre attività nel segno dell'educazione e cultura.